# Unión del Pueblo Leonés
La Unión del Pueblo Leonés (UPL) es un partido político español de ideología transversal leonesista, que aspira a conseguir que León, Zamora y Salamanca (las provincias que formarían la región leonesa, correspondiente con la Región de León en la división de 1833) conformen una comunidad autónoma propia. Las tres provincias ya formaron parte de una región única y diferenciada hasta 1983, año de la promulgación del Estatuto de Autonomía de Castilla y León.

## Historia
La UPL fue fundada en 1986 bajo el nombre de Unión Leonesista (UNLE), una organización política creada por un grupo de personas procedentes de movimientos leonesistas y de partidos políticos de ámbito estatal como Alianza Popular, la UCD, el PSOE o el Partido Socialista Popular, que creían que la integración en la comunidad de Castilla y León de las provincias que habían sido adscritas a la Región de León en la división provincial de 1833 suponía el fin del espacio político sucesor del antiguo Reino.[cita requerida]
La unión de la UNLE con otros seis grupos leonesistas, en febrero de 1991, representa el nacimiento oficial de la UPL, con el liderazgo de José María Rodríguez de Francisco, hasta entonces concejal independiente del Ayuntamiento de León.
La UPL ha logrado su máximo desarrollo en la provincia de León, donde el sentimiento leonesista está más extendido. En El Bierzo logró la alcaldía de Torre del Bierzo y un representante en Consejero Comarcal en 1995, al producirse la incorporación de políticos del extinto CDS y del PP. En las elecciones municipales de 1991 la UPL consiguió avances significativos: tres concejales en el Ayuntamiento de León y un diputado provincial, que supusieron y suponen en la actualidad Elecciones municipales de 2019 en la provincia de León su consagración como tercer partido en la provincia de León, por delante de Ciudadanos y Podemos, en algunos municipios gobierna con mayoría absoluta como en Santa María del Páramo y es llave en el ayuntamiento de León y en la diputación provincial de León .
En las siguientes elecciones municipales y autonómicas de 1995 y 1999, la UPL asciende en el plano municipal y entra en la política autonómica como tercera fuerza política, con 3 procuradores en las Cortes de Castilla y León.
En 2003 la UPL consiguió un claro aumento en votos y concejales, pero reduce su representación en el consistorio de León, que había gobernado en coalición con el PP. La UPL decide dar entonces su apoyo en el Ayuntamiento de León al PSOE, en detrimento de la fuerza más votada, el PP encabezado por Mario Amilivia. Por otra parte, se presentó por primera vez en la provincia de Zamora, logrando cinco ayuntamientos gobernados con mayoría absoluta, además de otros con apoyo de otras siglas, y un balance total de 51 concejales electos de la UPL, lo que la convirtió en la tercera fuerza de esa provincia en número de concejales y quinta en número de votos, aunque sin representación en las principales poblaciones.
La posibilidad de tener en España un presidente del gobierno leonés, el socialista José Luis Rodríguez Zapatero, erosionó el electorado leonesista, con lo que en las elecciones generales del 14 de marzo de 2004 la UPL obtiene unos resultados más bien modestos.
Además, surgieron otros problemas a finales de 2004, cuando el portavoz municipal en el Ayuntamiento de León, exsecretario general y fundador de UPL, José María Rodríguez de Francisco, y la teniente de alcalde, Covadonga Soto, abandonan el partido, pactan con el PP la vuelta de Amilivia al consistorio, y fundan un nuevo partido llamado Partido Autonomista Leonés - Unidad Leonesista.
Pese a dichos problemas, la UPL cuenta entonces con cerca de 4000 afiliados, y la expansión del mismo se ha extendido a otras provincias que ya cuentan con comité propio, como Zamora, Salamanca y Madrid. El secretario general en ese momento es el leonés Eduardo López Sendino, candidato a la alcaldía de León en las elecciones de 2015 y su presidente, el benaventano Pedro Ángel Gallego, candidato a la alcaldía de Benavente en esos mismos comicios.
En junio de 2006 la UPL firmó en Salamanca un acuerdo con la Unión del Pueblo Salmantino (UPS) y la organización juvenil Conceyu Xoven para presentarse conjuntamente en las elecciones municipales de 2007, por lo que por primera vez en su historia tuvo candidatura en todas las provincias del llamado País Leonés.
A finales de 2006 y principios de 2007, con vistas a las elecciones locales de ese año, la UPL llegó a un acuerdo con un grupo de escindidos del PP para presentarse conjuntamente en El Bierzo. Acudió a las elecciones municipales de 2007 en Zamora en coalición con Zamora Unida (ZU). Sin embargo, los resultados empeoran al pasar la unión de ZU (3585 votos y 35 concejales en 2003) y UPL (3794 vtos y 51 concejales en 2003) a obtener unos discretos resultados, 2193 votos y 27 concejales, perdiendo el 70% de la representación y quedando la coalición como quinta fuerza en Zamora.
Tras las elecciones de 2007, se constata una bajada de votos, perdiendo la posibilidad de ser llave en la Diputación Provincial, pero conservándola en el Ayuntamiento de León donde firmó un pactó con el PSOE para gobernar, pese a la oposición del por entonces secretario general Joaquín Otero. Como consecuencia de estas discrepancias, Joaquín Otero convocó un congreso extraordinario para el mes de noviembre, en el que anunció que no se presentaría a la reelección, siendo reemplazado en el cargo por el hasta entonces presidente del partido, Melchor Moreno. Más tarde, tras el desastre electoral de las generales de 2008 (donde obtuvieron 4679 votos frente a los 13 687 votos de 2004), Joaquín Otero, Héctor Castresana (procuradores en Cortes, en donde habían abierto una oficina paralela a la oficial) y Luis Herrero Rubinat (asesor de los anteriores y concejal-portavoz de San Andrés del Rabanedo) fueron suspendidos de militancia en julio de 2008, no siendo reconocidos como representantes políticos de UPL en dichas administraciones. El 4 de febrero de 2009 el Juzgado de lo Contencioso-Administrativo n.º 2 de León suspendió cautelarmente la prohibición a Luis Herrero Rubinat de pertenecer al grupo de UPL en el Ayuntamiento de San Andrés del Rabanedo, sin embargo no le repuso en su condición de portavoz del grupo municipal. En abril de 2010 la organización se desvincula de Conceyu Xoven, creando la nueva formación Juventudes Leonesistas de la UPL. El congreso celebrado el 18 de abril de 2010 nombra secretario general a Javier Chamorro, vicesacretario a Lázaro García Bayón y presidente a Pedro Ángel Gallego.
Antes de las elecciones del 24 de mayo de 2015, la UPL firma un acuerdo con el sindicato agrario UGAL-UPA, con los que concurrirá de manera conjunta a las elecciones.
En 2016 Unión del Pueblo Leonés y Partido Autonomista Leonés - Unidad Leonesista se unen bajo las siglas UPL para presentarse a todas las elecciones de la provincia de León en una única candidatura.

## Resultados electorales

### Municipales
Los resultados de la Unión del Pueblo Leonés en las elecciones municipales fueron los siguientes:
| Provincia | Votos  | %      | +/- pp | Concejales | +/- |
| --------- | ------ | ------ | ------ | ---------- | --- |
| León      | 34 643 | 14,20% | 6,33   | 208/1631   | 63  |
| Zamora    | 1073   | 1,09%  | 0,52   | 11/1449    | 5   |
| Salamanca | 1205   | 0,69%  | 0,62   | 16/2036    | 16  |

| Elecciones y fecha | Votos  | %    | Concejales | Notas                        |
| ------------------ | ------ | ---- | ---------- | ---------------------------- |
| 1987               | 3704   | 0,02 | 13         | Como Unión Leonesista (UNLE) |
| 1991               | 9595   | 0,05 | 28         |                              |
| 1995               | 34 715 | 0,16 | 138        |                              |
| 1999               | 39 321 | 0,19 | 167        |                              |
| 2003               | 45 791 | 0,20 | 230        |                              |
| 2007               | 31 851 | 0,15 | 161        |                              |
| 2011               | 19 748 | 0,09 | 134        |                              |
| 2015               | 16 946 | 0,08 | 139        |                              |
| 2019               | 21 497 | 0,09 | 153        |                              |
| 2023               | 36 886 | 0,16 | 235        |                              |

En las elecciones municipales de 2003, la UPL obtuvo 45 791 votos (2,95% de los votos en toda Castilla y León), que se tradujeron en 230 concejales. En las de 2007, UPL obtuvo 32 004 votos en la provincia de León (2,13% en el conjunto comunitario), que se tradujeron en 163 concejales. De ellos tres en León (dos menos que en 2003, pero donde tuvieron la llave de la alcaldía), 3 en Sahagún, uno en Astorga y 4 en Villaquilambre (donde perdieron la mayoría relativa de que disponían). En Zamora, la coalición ZU-UPL obtuvo 2186 votos y 27 concejales. En la legislatura 2003-2007, la UPL dispuso de dos diputados en la Diputación Provincial de León, que se vieron reducidos a uno en la legislatura 2007-2011.
A fines de 2007 el partido Mass, coaligado con UPL en el Partido Judicial de Ponferrada como Mass-UPL, denunció la continuidad de la coalición. Así, al menos 27 concejales de los 36 elegidos en las listas conjuntas Mass-UPL, se agruparon en el Mass.
En las elecciones municipales de 2011, la UPL experimentó un descenso electoral consiguiendo 18 080 votos (6,32% provincial), con 114 concejales en la provincia de León, manteniendo su diputado provincial, y 1671 votos (1,43% en la provincia) con 21 concejales en la provincia de Zamora. En las elecciones municipales de 2015, obtuvo en León 15 768 votos (5,91%), con 128 concejales y un diputado provincial. En Zamora consiguió 1178 votos (1,07%) y 11 concejales.

### Autonómicas
Los resultados de la Unión del Pueblo Leonés en las elecciones autonómicas fueron los siguientes:

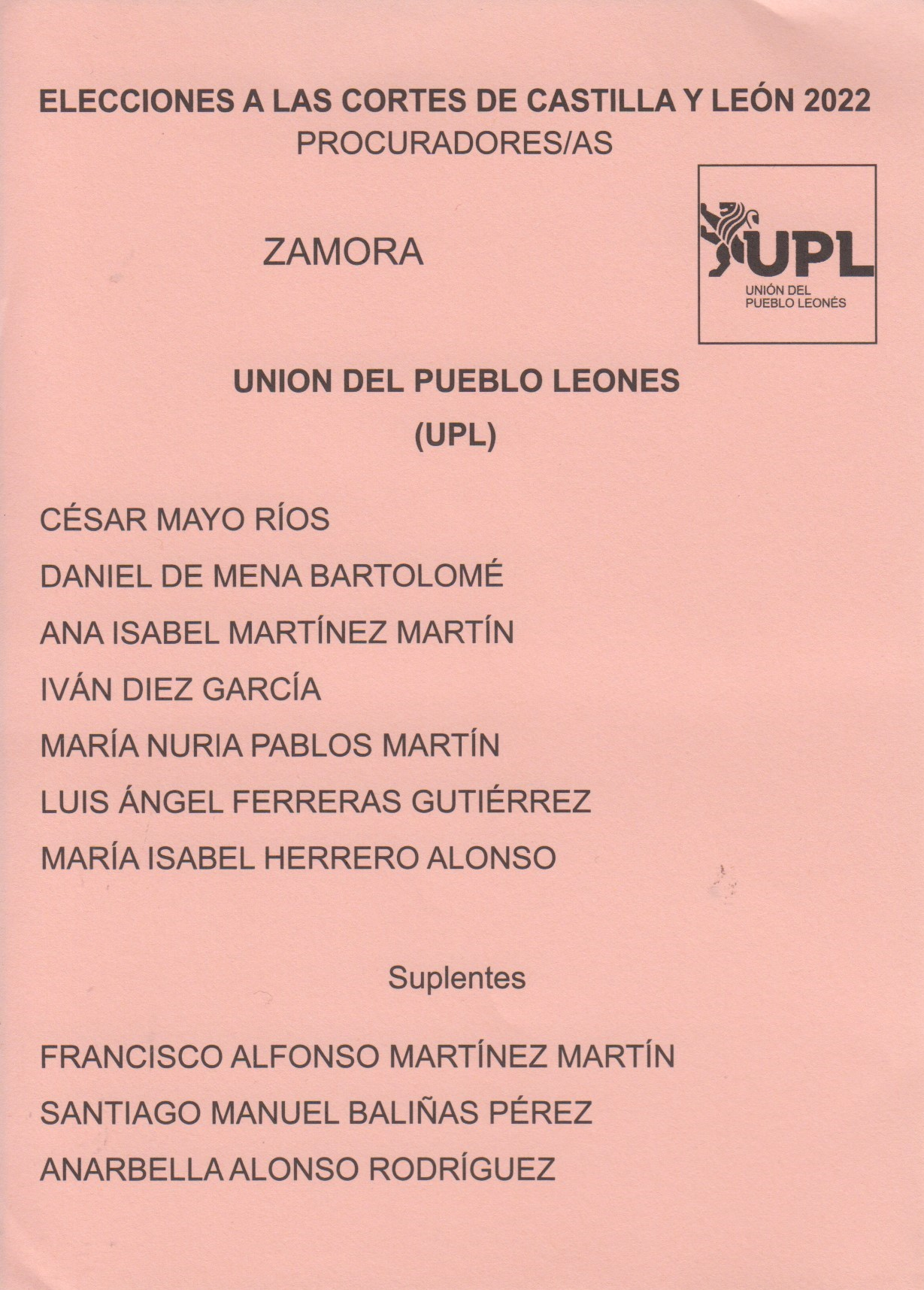
Papeleta electoral de UPL para las elecciones a las Cortes de Castilla y León de 2022 por la provincia de Zamora

| Circunscripción | Elecciones a las Cortes de Castilla y León de 1987 | Elecciones a las Cortes de Castilla y León de 1987 | Elecciones a las Cortes de Castilla y León de 1987 |
| Circunscripción | Votos                                              | %                                                  | Procuradores                                       |
| León (UNLE)     | 7443                                               | 2,68                                               | 0                                                  |
| Zamora          | 711                                                | 0,56                                               | 0                                                  |
| Salamanca       | 372                                                | 0,18                                               | 0                                                  |
| Palencia        | 184                                                | 0,17                                               | 0                                                  |
| Segovia         | 134                                                | 0,16                                               | 0                                                  |
| Soria           | 116                                                | 0,22                                               | 0                                                  |
| Total           | 8.960 (#8)                                         | 0,63                                               | 0                                                  |
| Circunscripción | Elecciones a las Cortes de Castilla y León de 1991 | Elecciones a las Cortes de Castilla y León de 1991 | Elecciones a las Cortes de Castilla y León de 1991 |
| Circunscripción | Votos                                              | %                                                  | Procuradores                                       |
| León            | 11 432                                             | 4,26                                               | 0                                                  |
| Zamora          | -                                                  | -                                                  | -                                                  |
| Salamanca       | -                                                  | -                                                  | -                                                  |
| Total           | 11 432 (#6)                                        | 0,84                                               | 0                                                  |
| Circunscripción | Elecciones a las Cortes de Castilla y León de 1995 | Elecciones a las Cortes de Castilla y León de 1995 | Elecciones a las Cortes de Castilla y León de 1995 |
| Circunscripción | Votos                                              | %                                                  | Procuradores                                       |
| León            | 39 425                                             | 13,06                                              | 2/15                                               |
| Zamora          | -                                                  | -                                                  | -                                                  |
| Salamanca       | -                                                  | -                                                  | -                                                  |
| Total           | 39 425 (#4)                                        | 2,62                                               | 2/84                                               |
| Circunscripción | Elecciones a las Cortes de Castilla y León de 1999 | Elecciones a las Cortes de Castilla y León de 1999 | Elecciones a las Cortes de Castilla y León de 1999 |
| Circunscripción | Votos                                              | %                                                  | Procuradores                                       |
| León            | 54 158                                             | 19,05                                              | 3/14                                               |
| Zamora          | -                                                  | -                                                  | -                                                  |
| Salamanca       | -                                                  | -                                                  | -                                                  |
| Total           | 54 158 (#4)                                        | 3,84                                               | 3/83                                               |
| Circunscripción | Elecciones a las Cortes de Castilla y León de 2003 | Elecciones a las Cortes de Castilla y León de 2003 | Elecciones a las Cortes de Castilla y León de 2003 |
| Circunscripción | Votos                                              | %                                                  | Procuradores                                       |
| León            | 56 389                                             | 18,10                                              | 2/14                                               |
| Zamora          | 3942                                               | 3,07                                               | 0                                                  |
| Salamanca       | -                                                  | -                                                  | -                                                  |
| Total           | 60 331 (#3)                                        | 3,94                                               | 2/82                                               |
| Circunscripción | Elecciones a las Cortes de Castilla y León de 2007 | Elecciones a las Cortes de Castilla y León de 2007 | Elecciones a las Cortes de Castilla y León de 2007 |
| Circunscripción | Votos                                              | %                                                  | Procuradores                                       |
| León            | 40 781                                             | 13,37                                              | 2/14                                               |
| Zamora (ZU-UPL) | 738                                                | 0,58                                               | 0                                                  |
| Salamanca       | -                                                  | -                                                  | -                                                  |
| Total           | 41 519 (#4)                                        | 2,73                                               | 2/83                                               |
| Circunscripción | Elecciones a las Cortes de Castilla y León de 2011 | Elecciones a las Cortes de Castilla y León de 2011 | Elecciones a las Cortes de Castilla y León de 2011 |
| Circunscripción | Votos                                              | %                                                  | Procuradores                                       |
| León            | 25 212                                             | 8,91                                               | 1/14                                               |
| Zamora          | 1448                                               | 1,24                                               | 0                                                  |
| Salamanca       | -                                                  | -                                                  | -                                                  |
| Total           | 26 660 (#5)                                        | 1,86                                               | 1/84                                               |
| Circunscripción | Elecciones a las Cortes de Castilla y León de 2015 | Elecciones a las Cortes de Castilla y León de 2015 | Elecciones a las Cortes de Castilla y León de 2015 |
| Circunscripción | Votos                                              | %                                                  | Procuradores                                       |
| León            | 18 325                                             | 6,99                                               | 1/14                                               |
| Zamora          | 742                                                | 0,68                                               | 0                                                  |
| Salamanca       | -                                                  | -                                                  | -                                                  |
| Total           | 19 067 (#7)                                        | 1,41                                               | 1/84                                               |
| Circunscripción | Elecciones a las Cortes de Castilla y León de 2019 | Elecciones a las Cortes de Castilla y León de 2019 | Elecciones a las Cortes de Castilla y León de 2019 |
| Circunscripción | Votos                                              | %                                                  | Procuradores                                       |
| León            | 26 560                                             | 10,23                                              | 1/13                                               |
| Zamora          | 751                                                | 0,71                                               | 0                                                  |
| Salamanca       | 577                                                | 0,31                                               | 0                                                  |
| Total           | 27 888 (#7)                                        | 2,03                                               | 1/81                                               |
| Circunscripción | Elecciones a las Cortes de Castilla y León de 2022 | Elecciones a las Cortes de Castilla y León de 2022 | Elecciones a las Cortes de Castilla y León de 2022 |
| Circunscripción | Votos                                              | %                                                  | Procuradores                                       |
| León            | 48 144                                             | 21,30                                              | 3/13                                               |
| Zamora          | 2 323                                              | 2,67                                               | 0                                                  |
| Salamanca       | 1 631                                              | 0,97                                               | 0                                                  |
| Total           | 52 098 (#6)                                        | 4,30                                               | 3/81                                               |

### Generales

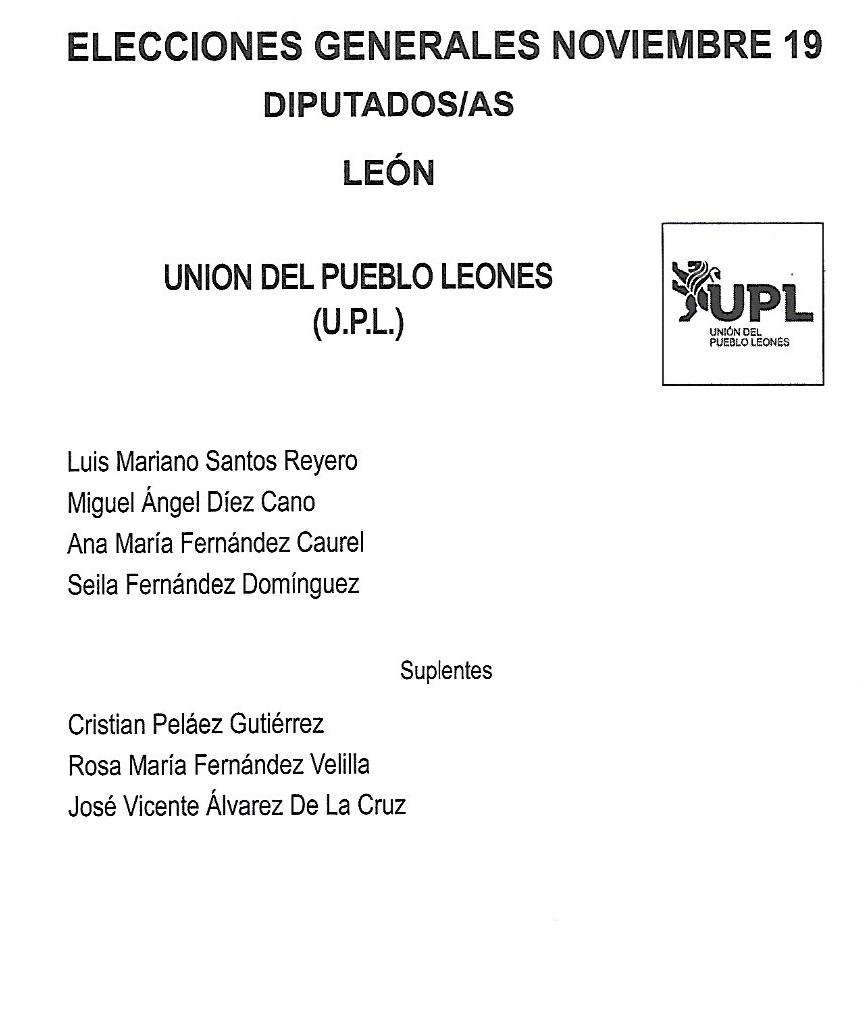
Papeleta electoral de Unión del Pueblo Leonés (UPL) para las Elecciones Generales de España de noviembre de 2019

Los resultados de la Unión del Pueblo Leonés en las elecciones generales fueron los siguientes:
|  | 0/350 |

|  | 0/208 |

|  | 0/350 |

|  | 0/208 |

|  | 0/350 |

|  | 0/208 |

|  | 0/350 |

|  | 0/208 |

|  | 0/350 |

|  | 0/208 |

|  | 0/208 |

|  | 0/350 |

|  | 0/208 |

|  | 0/350 |

|  | 0/208 |

|  | 0/350 |

|  | 0/208 |

## Campaña por la separación
Durante el primer gobierno de Zapatero se dio un impulso al desarrollo autonómico en España, con la reforma de los estatutos de autonomía de varias comunidades autónomas. Durante el proceso de reforma del estatuto de autonomía de Castilla y León, la UPL presentó un proyecto alternativo de «Estatuto de Autonomía de León y Castilla», que incluía un procedimiento legal para que la provincia de León pudiera, si así lo decidía la mayoría de sus habitantes, constituirse en comunidad autónoma propia. Asimismo, dicho proyecto también preveía que las provincias de Zamora y Salamanca pudieran, si así lo deseaban, adherirse a la misma. En tanto no se produjese la separación, la UPL proponía la definición de Castilla y León como una comunidad autónoma birregional compuesta por dos territorios (León, incluyendo a las provincias de León, Zamora y Salamanca; y Castilla, incluyendo al resto), que el nombre de la comunidad fuese León y Castilla, que las sedes de la autonomía se repartiese entre los «territorios de León y Castilla» o que el leonés fuese declarado cooficial junto con el castellano en las tres provincias leonesas. En el Congreso del Partido de abril de 2006 se modificó el punto relativo a los procedimientos de separación, a petición de los congresistas de las dos provincias meridionales, quedando extendidos esos medios para las tres provincias conjuntamente.[cita requerida]
Durante el proceso de reforma, el nuevo estatuto fue pactado por el PSOE y el PP. La enmienda a la totalidad propuesta por UPL con su propuesta de estatuto como texto alternativo fue tumbada en el Castillo de Fuensaldaña con dos votos a favor (los de los procuradores de la UPL) y 80 en contra (PSOE y PP). El estatuto reformado fue aprobado en 2007 por el Parlamento Nacional, sin incluir las reivindicaciones de la formación leonesista.

## Juventudes Leonesistas
Además, UPL también cuenta con una formación joven denominada Juventudes Leonesistas enfocada a transmitir la cultura, valores y problemáticas de la Región Leonesa a los jóvenes.